# 謝幕 (瑪丹娜歌曲)
《謝幕》（Take a Bow）是美國女歌手瑪丹娜於1994年12月份發行的歌曲，為她第六張錄音室專輯《枕邊故事》（Bedtime Stories）當中所推出的第二首單曲，它在美國告示牌單曲榜和當代成人抒情榜分別獲得7週以及9週冠軍，成為瑪丹娜第11首美國冠軍單曲。〈謝幕〉在美國市場獲得的廣大迴響，不僅成功扭轉了瑪丹娜因上一張專輯《情慾》（Erotica）所帶來的情色負面觀感，重新塑造她溫柔婉約的端莊形象，也再一次向世人證明了這位當代樂壇天后，並非只有擅長流行舞曲，她詮釋抒情歌曲的功力亦是不可小覷。

## 資料

### 歌曲簡介
〈謝幕〉是美國知名R&B音樂人娃娃臉特地跨刀和瑪丹娜聯手打造的歌曲，整首歌曲採用編制完整的管絃樂團，並融合東方風味的旋律，若只聽前奏部份著實會讓人誤以為是華語歌曲。為了〈謝幕〉這首抒情大作，瑪丹娜特地遠赴西班牙南方小鎮安特克拉的鬥牛場拍攝了精緻唯美的音樂影片，因有鬥牛情節還一度引來環保人士的抗議，MV在隔年MTV音樂錄影帶大獎中勇奪「最佳女歌手影帶獎」（Best Female Video）。
在1995年的全美音樂獎上，瑪丹娜特地穿上中國旗袍和娃娃臉在典禮上連袂演唱〈謝幕〉，這是她首次在公開場合演唱這首歌；同一年她亦在義大利聖雷莫音樂節及德國電視台節目上演唱此曲。不過在這之後瑪丹娜就從未在公開場合表演過這首歌，一直到2016年的「心叛逆巡迴演唱會」（Rebel Heart Tour）台北場才驚喜獻唱，而這也是她個人演唱會生涯中第一次演唱此曲，台灣就此成為〈謝幕〉相隔21年後的首唱之地。

### 商業成績
在浪漫唯美的MV強力播放下，也使得〈謝幕〉知名度水漲船高，這首單曲在1994年12月17日進入告示牌單曲榜，首週成績為第45名，在經過爬升兩個多月後，終於在1995年2月25日登上單曲榜榜首，最後它在榜首蟬連了7週時間，超越了瑪丹娜在1984年〈宛如處女〉締造的6週冠軍，刷新瑪丹娜冠軍單曲最高紀錄，它同時也成為瑪丹娜第11首美國冠軍單曲。〈謝幕〉光是在Top 10就停留了15週，是瑪丹娜第3首在此停留超過10週的單曲，這首歌曲在榜內共待了30週，追平了1984年〈愛的極限〉的紀錄，雙雙成為瑪丹娜在告示牌單曲榜中停留時間最久的兩首單曲。〈謝幕〉單曲銷售突破50萬張，成為金唱片。〈謝幕〉在告示牌1995年終百大單曲排名第8名。
雖然〈謝幕〉在美國地區的成績告捷，但是它在英國單曲榜的成績卻不盡理想，只獲得第16名，這也因此中斷了瑪丹娜締造連續第36首TOP 10的紀錄（1984年〈宛如處女〉至1994年〈秘密〉連續35首），〈謝幕〉成為5年來瑪丹娜在英國排行榜成績最差的單曲
。

### 單曲收錄
〈謝幕〉最早收錄於瑪丹娜1994年專輯《枕邊故事》（Bedtime Stories）中，之後也收錄在瑪丹娜1995年《情難忘-瑪丹娜性感情歌精選輯》（Something to Remember）、2001年《就是娜精選輯》（GHV2）以及2009年《娜經典》（Celebration）精選輯中。